# Rebelião Dofar
A Rebelião Dofar (em árabe: ثورة ظفار) foi um conflito ocorrido na província de Dofar contra o Sultanato de Mascate e Omã, que contou com o apoio britânico, de 1962 a 1975. O conflito terminou com a derrota dos rebeldes, mas o estado de Omã teve de ser radicalmente reformado e modernizado para lidar com a campanha.

## Antecedentes
Em 1962, Omã era um país relativamente subdesenvolvido no Oriente Médio. O sultão Saíde ibne Taimur, o soberano absoluto, tinha banido quase todos os aspectos do desenvolvimento do século XX, e contou com o apoio da Inglaterra para manter as funções rudimentares do Estado. Dofar em si foi uma dependência de Omã e foi submetida a exploração econômica severa. Além disso, a população de Dofar, foi submetida a restrições ainda maiores do que outros Omanis.

## Os primeiros anos da rebelião
Em 1962, um líder tribal insatisfeito, Muçalime ibne Nafl, formou a Frente de Libertação de Dofar e obteve armas e veículos da Arábia Saudita. Omã e Arábia Saudita anteriormente discordavam sobre a propriedade de Buraimi, e os sauditas já haviam apoiado duas insurreições que falharam em Jabal Acdar no interior de Omã, em 1957-1959. A FLD também recebeu apoio do Imã Galibe ibne Ali, exilado de Omã, que havia liderado estas revoltas anteriores. 
Ibne Nafl e seus homens fizeram uma épica travessia do Quadrante Vazio para chegar em Dofar. Já em dezembro de 1962, o bando guerrilheiro de ibne Nafl realizou operações de sabotagem na base aérea britânica em Salalá e emboscado veículos da indústria do petróleo; no entanto, se retiraram, tendo sido enviados pela Arábia Saudita para o Iraque, para receber mais treinamento de guerrilha. 
A partir de 1964, a FLD começou uma campanha de ataques de hit-and-run em instalações de empresas petrolíferas e também do governo. Muitos eram ex-soldados das forças armadas de Omã, ou dos Escoteiros Truciais de Omã nos Emirados Árabes Unidos.
O sultão se baseou na "Força Dofar", uma unidade irregular de recrutados localmente com apenas 60 homens, para manter a ordem na região. Em abril de 1966, os membros desta unidade tentaram assassinar o sultão. Este evento aparentemente mudou a natureza do conflito. O sultão retirou-se para seu palácio em Salalah, para nunca mais ser visto em público novamente. Isso só serviu para acrescentar aos rumores de que os britânicos estavam governando Omã através de um "sultão fantasma". O sultão também lançou uma ofensiva militar em larga escala contra a FLD, em oposição aos conselhos de seus conselheiros britânicos. Missões de busca e destruição foram lançadas em Dofar, aldeias foram queimadas e poços foram concretados ou explodidos. Um membro das forças armadas informou que após receber forte resistência, ele "provou que a posição era inatingível, e depois de explodir os poços das aldeias, foram evacuados do campo".

## Um movimento encorajador
Desde os primeiros dias da rebelião, o Nasserismo e outros movimentos de esquerda no Iêmen e Adém também estavam envolvidos. Em 1967, dois eventos combinado deram a rebelião uma tez mais revolucionária. Um deles foi a Guerra dos Seis Dias, que radicalizou a opinião em todo o mundo árabe. A outra foi a retirada britânica de Adém e o estabelecimento da República Democrática Popular do Iêmen (RDPY). A partir deste ponto, os rebeldes tinham uma fonte de armas, suprimentos e instalações de treinamento junto a Dofar, e novos recrutas entre os grupos na RPDY. Campos de treinamento, bases logísticas e outras instalações foram criadas na cidade costeira de Haufe, apenas a alguns quilômetros da fronteira com Omã.